# سینه‌جواهری
گُهَرپیشانی یا سینه‌جواهری (نام علمی: Heliodoxa aurescens) نام یک گونه از سرده خورشیدرخشان‌ها است.